# Calmasino (Bardolino)
Calmasino è una località italiana della sponda sud-orientale del Lago di Garda e frazione del comune di Bardolino, in provincia di Verona.

## Geografia fisica
Calmasino è situata a circa 4 chilometri dal centro di Bardolino, affacciato sulle sponde orientali del Lago di Garda. La frazione si trova in una zona collinare con vista panoramica sul lago e sulle montagne circostanti. Il clima mite e il terreno fertile favoriscono la coltivazione di vigneti e uliveti, che caratterizzano la produzione vinicola e olivicola della zona.

## Storia
Calmasino è un villaggio situato nelle alture moreniche orientali del Lago di Garda, con una storia che risale all’epoca romana. Tuttavia, furono i Longobardi, tra il VII e l’VIII secolo, a costruire un fortilizio per difendere il primo insediamento. Il primo documento che menziona Calmasino è un contratto del 882, durante il regno di Carlo il Grosso, che registra la permuta di due appezzamenti di terreno.
Nel 1047, l’imperatore Enrico III confermò il possesso del territorio ai Canonici del Capitolo della Cattedrale di Verona, che mantennero il controllo per oltre due secoli. Anche Federico Barbarossa, nel 1154, confermò i privilegi dei Canonici. Tra il XII e il XIII secolo, l’assemblea dei capifamiglia del villaggio, chiamata “Vicinia”, iniziò a costituire il Comune, che manifestò segni di ribellione contro l’autorità dei Canonici nella seconda metà del XIII secolo. Nel 1273, un compromesso concesse al Sindaco del Comune di Calmasino la giurisdizione sul territorio per 29 anni.
Dopo la caduta degli Scaligeri, il territorio passò ai Visconti e fu diviso in vari Vicariati. Calmasino fu assegnato al Vicariato di Bardolino nel 1403 e poi a quello di Lazise nel 1406, dove rimase fino al 1796. Tra il XV e il XVIII secolo, il Comune aveva i suoi “Massari” che garantivano la sicurezza e vigilavano sui pagamenti. Nel 1430, Calmasino contava 110 abitanti, ridotti a 92 nel 1447 a causa delle guerre contro i Visconti. Il villaggio fu saccheggiato due volte dai Lanzichenecchi di Carlo V nel XVI secolo e subì gravi danni durante la peste del 1630.
Nel XVIII secolo, Calmasino fu coinvolto in varie guerre, tra cui la guerra per la successione di Spagna e la prima campagna napoleonica. Dopo la caduta della Repubblica di Venezia, il territorio subì rapide variazioni amministrative, passando dalla Repubblica Cisalpina all’Austria e poi di nuovo alla Repubblica Cisalpina. Nel 1803, Calmasino entrò a far parte del Comune di Bardolino e rimase legato a Bardolino anche dopo la nascita del Regno Lombardo-Veneto nel 1814 e l’annessione del Veneto al Regno d’Italia nel 1866.
La vita religiosa della comunità di Calmasino risale ai Longobardi, con il culto di San Michele Arcangelo. La cappella di San Michele è menzionata per la prima volta nel 1170. Nel 1606, San Michele di Calmasino divenne una “Curazia” e nel 1828 fu eretta in Parrocchia. La nuova chiesa parrocchiale fu costruita tra il 1766 e il 1774 e consacrata nel 1883. 

## Popolazione
La popolazione residente a Calmasino è di circa 1.000 abitanti. La comunità è composta principalmente da famiglie locali.

## Economia
L'economia di Calmasino è molto legata all'agricoltura, in particolare alla viticoltura e alla produzione di olio d'oliva. La frazione è nota per i suoi vini di qualità, che attraggono appassionati e turisti da tutto il mondo. Grazie alla sua posizione vicino al Lago di Garda, Calmasino è una meta turistica apprezzata. I visitatori possono godere di passeggiate panoramiche, degustazioni di vini e visite ai numerosi agriturismi della zona.